# سیارک ۹۶۷۷
سیارک ۹۶۷۷ (به انگلیسی: 9677 Gowlandhopkins، نامگذاری:2532P-L) نه هزار و ششصد و هفتاد و هفتمین سیارک کشف شده‌است که در ۲۴ سپتامبر ۱۹۶۰ کشف شد.
قدر مطلق سیارک برابر ۱۳٫۷۰ است.